# سوگیری گذشته‌نگارانه
پیش‌بینی درست وقایع بعد از روی دادن آنها. به بیانی ساده می‌توان گفت که پس از هر رویداد اشخاص به نادرستی تصور می‌کنند که با توجه به شواهد و مدارک، این رویداد قابل پیش‌بینی بوده‌است. جمله آشنا در این موارد این است: از اول معلوم بود که اینطور خواهد شد. 
به عبارات دیگر گرایشِ ناآگاهانهٔ فرد در تحلیل وقایع گذشته با استفاده از داده‌های هر رویداد پس از رخ دادنِ آن رویداد را اصطلاحاً سوگیری پس‌نگر (گذشته‌نگری نادرست) می‌گویند.
معمولاً افراد در بررسی رویدادهای گذشته به اشتباه تصور می‌کنند که آن رویدادها قابل پیش‌بینی بوده‌اند. پس از یک رویداد، مردم اغلب بر این باورند که برای آنها آن رویداد و نتایجش قابل پیش‌بینی بوده یا حتی آن را می‌دانستند. این خطا باعث اخلال در به یادآوری خاطرات گذشته شده و ممکن است سبب اثر بیش‌اعتمادی (در پیش‌بینی آینده) شود. برای مثال تاریخ‌نگاران، مفسران و علاقمندان رویدادهای ورزشی، سیاسی و اقتصادی معمولاً در بررسی رویدادها به گونه‌ای سخن می‌گویند که گویی نتیجه یک جنگ تاریخی، مسابقه ورزشی، انتخابات و غیره کاملاً قابل پیش‌بینی بوده و حتی مشخص بوده‌است. سخنانی از این دست که نتیجه فلان مسابقه فوتبال یا نتیجه انتخابات یا سقوط بازار سهام از قبل کاملاً مشخص بود در بین مردم بسیار رایج است.
یک محدودیت کلی ذهن انسان ناتوانی آن در بازسازی و به یادآوری وضعیت گذشته و باورهایی است که تغییر کرده‌اند. هنگامی که (در گذر زمان با کسب تجربه و دانش) دیدگاه جدیدی از جهان (یا هر بخشی از آن) به دست می‌آورید، بلافاصله توانایی خود را برای یادآوری آنچه درگذشته و قبل از تغییر ذهن خود به آن باور داشتید، از دست می دهید.
دو خطای ادراکی «گذشته نگری نادرست» و «نتیجه نگری» گاهی باعث می‌شوند که افرادی مورد سرزنش یا تشویق قرار گیرند که سزاوار یا مستحق نیستند. شخصی را تصور کنید که دست به ریسکی بزرگ، پرخطر و غیرمسئولانه می‌زند و به‌طور اتفاقی موفق می‌شود. پس از این موفقیت دیگران او را به خاطر استعداد و آینده‌نگریش تشویق و تمجید می‌کنند و همزمان کسانی را که او را از چنین ریسکی برحذر می‌داشتند ضعیف، ترسو و احتمالاً کم هوش قلمداد می‌کنند.
هایندسایت بایاس سوگیری و پس‌نگری و بازنگری یکسویه و جهت‌دار است. تمایل ذهنی آدمی است که وقتی نتیجه یک اتفاق را می‌بیند احساس می‌کند که برایش دلیل دارد و می‌توانسته به راحتی آن را پیش‌بینی کند.
بایاس Bias خطای سیستماتیک و مقدمه انحراف پژوهشگر از حقیقت و پژوهش است. چون با جهت‌گیری و یکسونگری همراه می‌شود. برای روشن شدن این مفهوم دو مثال می‌زنیم:
- فیشوف و بیت (باروخ فیشهوف Baruch Fischhoff & Beyth 1975) از دانشجویانِ آمریکایی خواستند تا پیامدهایِ احتمالی گوناگونی را که سفرِ نیکسون به چین و روسیه در آن زمان می‌توانست دربرداشته باشد ارزیابی کنند. بعد از سفرِ نیکسون نیز از آن‌ها خواسته شد تا مجدداً به ارزیابی این سفر بپردازند. اما از آن‌ها خواسته شد تا بدونِ داخل کردن اطلاعاتِ جدیدشان به ارزیابیِ این سفر بپردازند. علیرغمِ این توصیه‌ها، افرادی که از حسِ «سوگیریِ پس نگر» بهره‌مند بودند پیامدهایی را پیش‌بینی کردند که در واقعیت هم رخ داده بود. این افراد کسانی بودند که در آزمایشِ قبل از سفر لزوماً همین پیش‌بینی را نکرده بودند.[۷]
- اسلوویک و فیشهوف (۱۹۷۷)(Slovic & Baruch Fischhoff) آزمایشِ مشابهی ترتیب دادند. آزمایش آن‌ها در موردِ پیش‌بینیِ نتایجِ یک سری تحقیقاتِ علمی بود. به تعدادی از شرکت کنندگان در این آزمایش دربارهٔ نتایجِ تحقیقاتِ علمی اطلاعاتی داده شده بود و تأکید شده بود که در هنگام پیش‌بینی از این اطلاعات استفاده نکنند. با این وجود پیش‌بینی افرادی که به آن‌ها اطلاعاتی داده شده بود نسبت به گروه دیگر نزدیکتر به نتیجهٔ واقعی تحقیقات بود! این آزمایش، نمونهٔ دیگری در تأیید پدیده ی سوگیری پس نگر بود.[۷]